# Charles de la Salle
Charles de la Salle, né le 8 décembre 1897 à Calais, où il est mort le 31 janvier 1973, est un arbitre français de football. Il est arbitre assistant lors des coupes du monde 1938 et 1950.

## Carrière
Il officie dans des compétitions majeures  : 

### Nationale
- Coupe de France de football 1939-1940 (finale)

### Internationale
- Coupe du monde 1938 arbitre assistant 2 présences : 1 présences en 8ème, 1 présence en demi
- Jeux Olympiques 1948 (1 match et arbitre assistant lors de la finale)
- Coupe du monde 1950 (2 matchs groupe B, 1 match groupe C, 1 match groupe final)